# Regulus satrapa
Il fiorrancino americano (Regulus satrapa Lichtenstein, 1823) è un uccello passeriforme della famiglia dei Regulidi.

## Etimologia
L'epiteto specifico, satrapa, significa "satrapo" e rappresenta un'analogia col nome del genere, che significa "piccolo re": il loro nome comune è invece un chiaro riferimento all'areale di distribuzione della specie.

## Descrizione

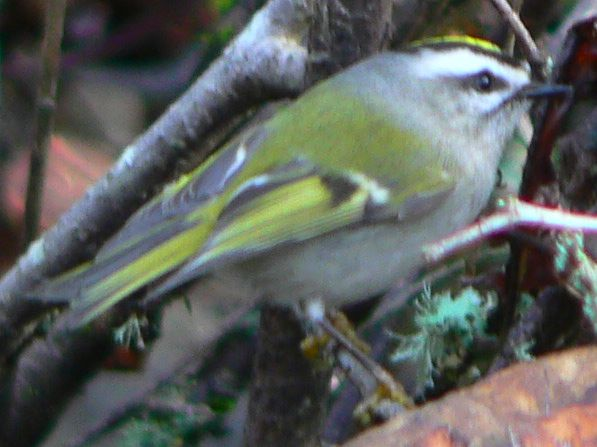
Maschio in natura.

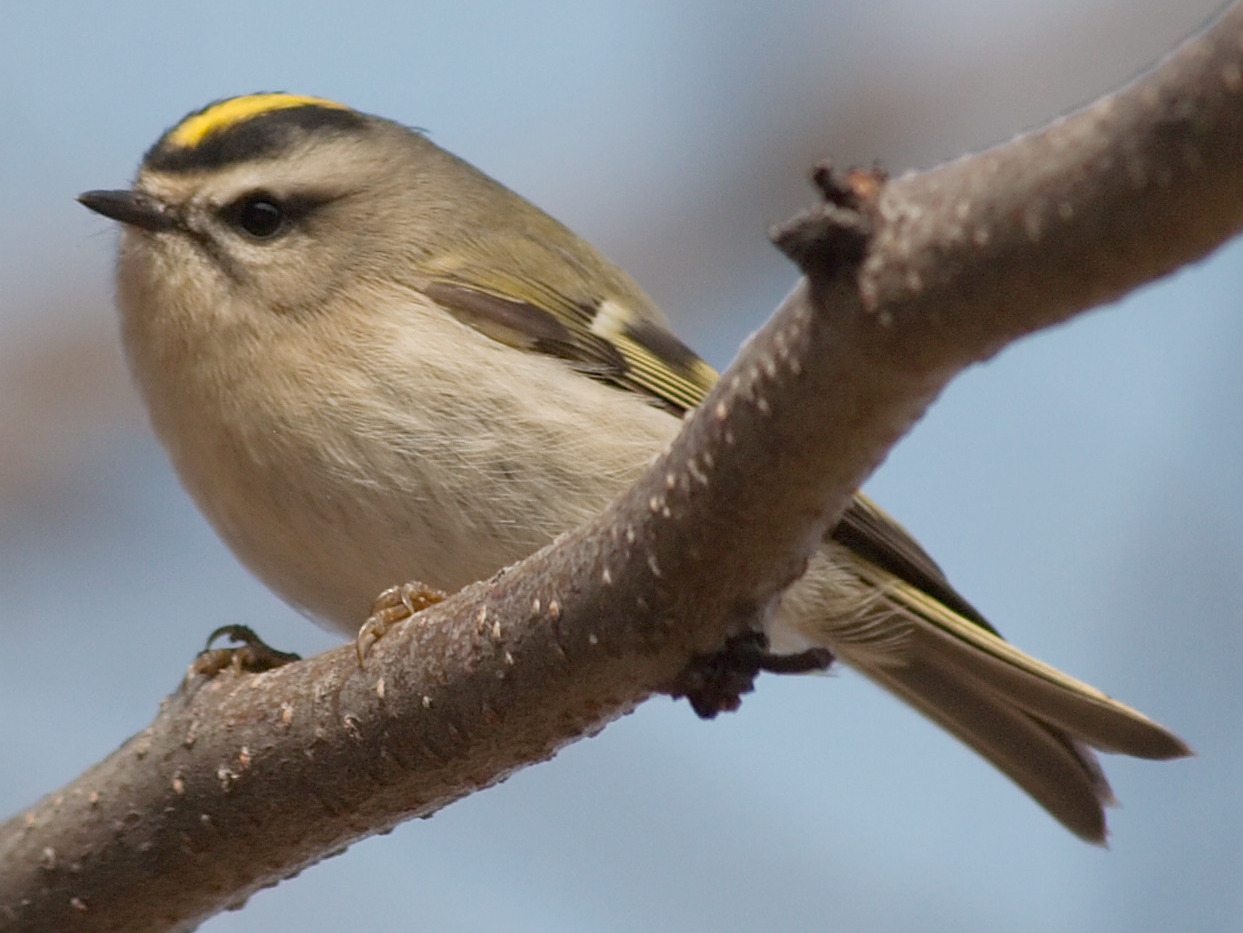
Femmina a Milwaukee.

### Dimensioni
Misura 8-11 cm di lunghezza per 5-6 g di peso: tali valori lo rendono il più piccolo passeriforme del Nordamerica, ma non il più leggero (la cincia dei cespugli americana e lo zanzariere codanera sono in media ancora più leggeri).

### Aspetto
Si tratta di uccelli dall'aspetto massiccio e paffuto, muniti di grande testa arrotondata e incassata nel torso, becco corto e sottile, zampe robuste e coda dalla punta forcuta. Nel complesso, questi uccelli sembrano una sorta di ibrido fra il regolo e il fiorrancino nostrani, con la corona gialla del primo e la mascherina bianconera del secondo.
Il piumaggio è dominato dalle tonalità del grigio, più tendente alle tonalità cenere su nuca e lati del collo, più tendente al verde-oliva sulle ali e sulle guance e con decise sfumature color cannella sul ventre, mentre gola e parte superiore del petto, così come il sopracciglio, sono di colore biancastro. Sulla faccia è presente un mustacchio nero e una mascherina anch'essa scura fra i lati del becco e l'orecchio, mentre dalla fronte parte una banda nera che raggiunge le tempie e contorna il vertice, che è di colore giallo nella femmina e con la parte centrale tendente all'arancio nel maschio, e ciò rappresenta l'unico tratto di dimorfismo sessuale osservabile in questi uccelli: le ali presentano uno specchio bianco sulle copritrici e le remiganti nerastre con orli di color giallo scuro, e quest'ultimo pattern è osservabile anche nelle penne della coda.
Il becco è di colore nerastro, le zampe sono di color carnicino e gli occhi sono di colore bruno scuro.

## Biologia

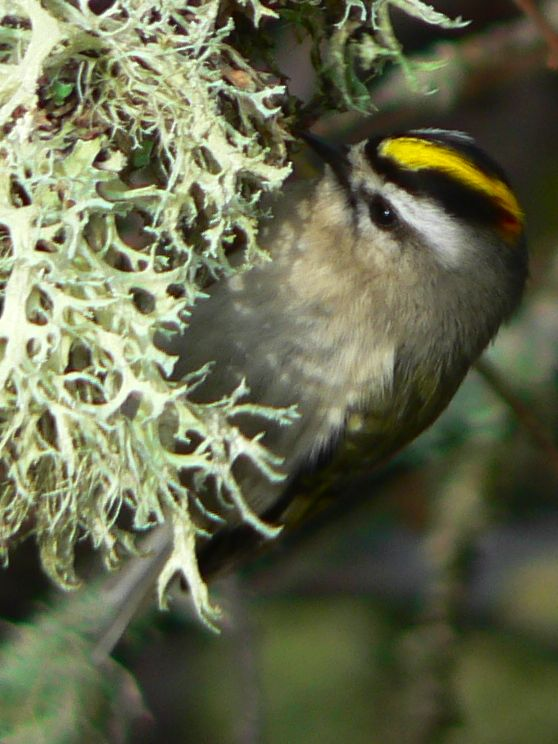
maschio cerca il cibo fra i licheni.

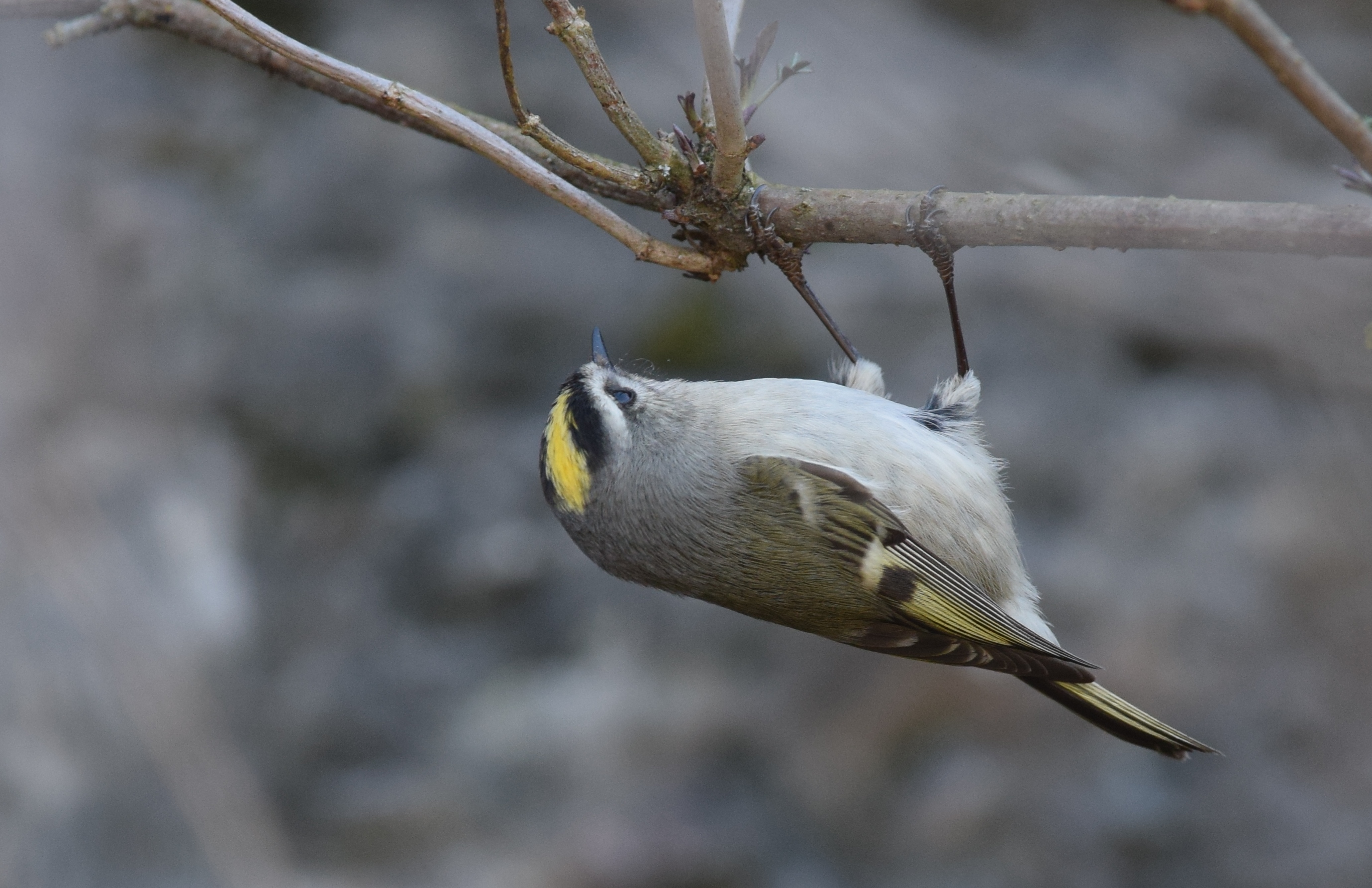
Femmina cerca il cibo in natura.

I fiorrancini americani sono uccelli diurni ed estremamente vivaci ed attivi, che passano la maggior parte della giornata scandagliando gli alberi alla ricerca incessante di cibo fra rami, foglie e corteccia, spesso tenendosi appesi a testa in giù per le zampe per ispezionare anche la superficie inferiore delle piante: questi uccelli si mostrano moderatamente gregari, riunendosi in stormi che si muovono assieme durante la giornata, spesso in associazione (in particolar modo durante l'inverno) con altre specie di passeriformi come cince, motacillidi e silvie.

### Alimentazione

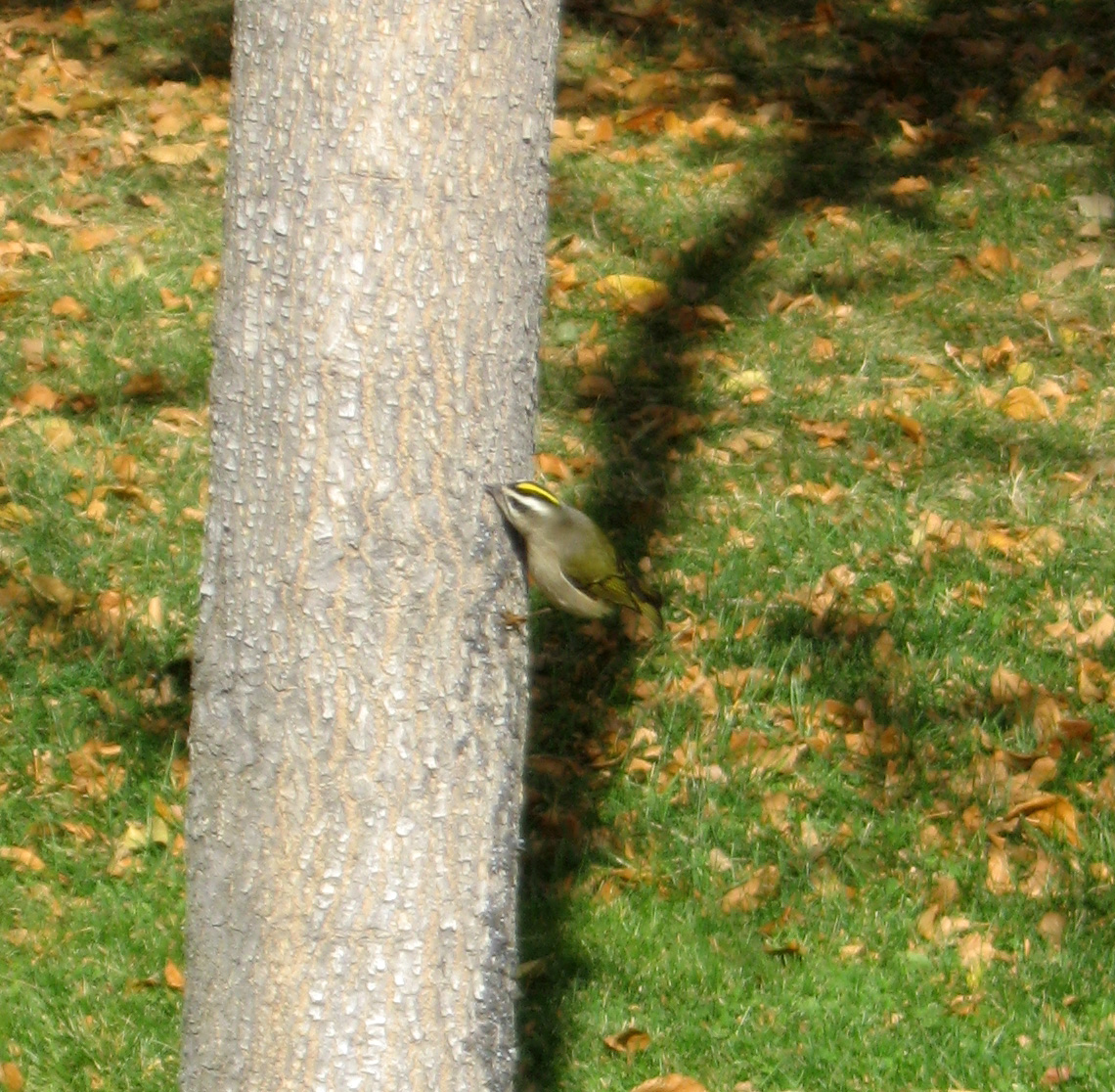
Esemplare cerca il cibo a Maryhill.

La dieta di questi uccelli è quasi totalmente insettivora, componendosi in massima parte di piccoli insetti dall'esoscheletro soffice, ragni, larve d'invertebrato, bruchi e falene.

### Riproduzione

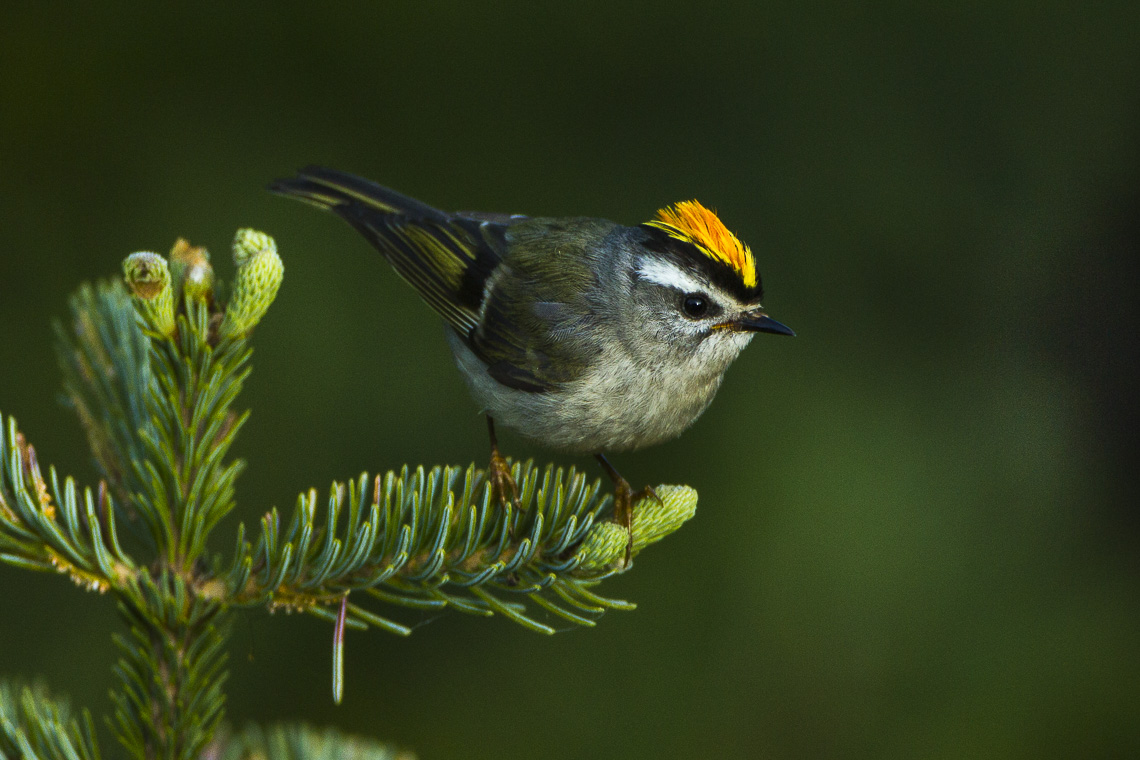
Maschio con cresta eretta nel parco nazionale di Olympic.

La stagione degli amori va da maggio ad agosto, comprendendo nella maggior parte dei casi due covate. Si tratta di uccelli monogami, i cui maschi corteggiano le femmine tenendo le penne del vertice ben erette, a mostrare il colore giallo-arancio.
Il nido viene costruito dalla femmina su una conifera, utilizzando licheni e ragnatela per la parte esterna e pelame e piumino per quella interna, a formare un'alta coppa in cui essa depone anche fino a una dozzina di uova, che cova sempre in solitudine (il maschio sorveglia i dintorni, scacciando energicamente eventuali intrusi, oltre a cominciare la costruzione del nido per la seconda covata) per circa due settimane, al termine delle quali schiudono pulli ciechi ed implumi. Essi vengono imbeccati e accuditi dalla femmina per una ventina di giorni, dopodiché sono pronti per l'involo e passano sotto la sorveglianza congiunta della madre (che frattanto si appresta a portare avanti la seconda covata) e del padre, rimanendo presso il nido ancora per una decina di giorni, prima di allontanarsene definitivamente e disperdersi.

## Distribuzione e habitat

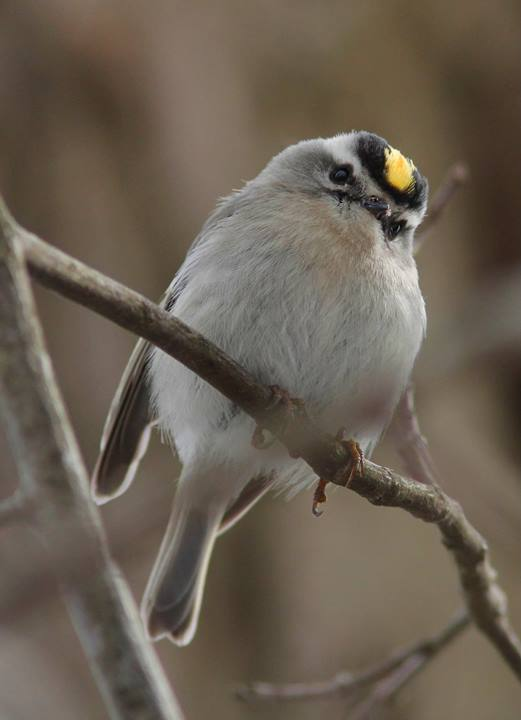
Esemplare a Rocky Hill.

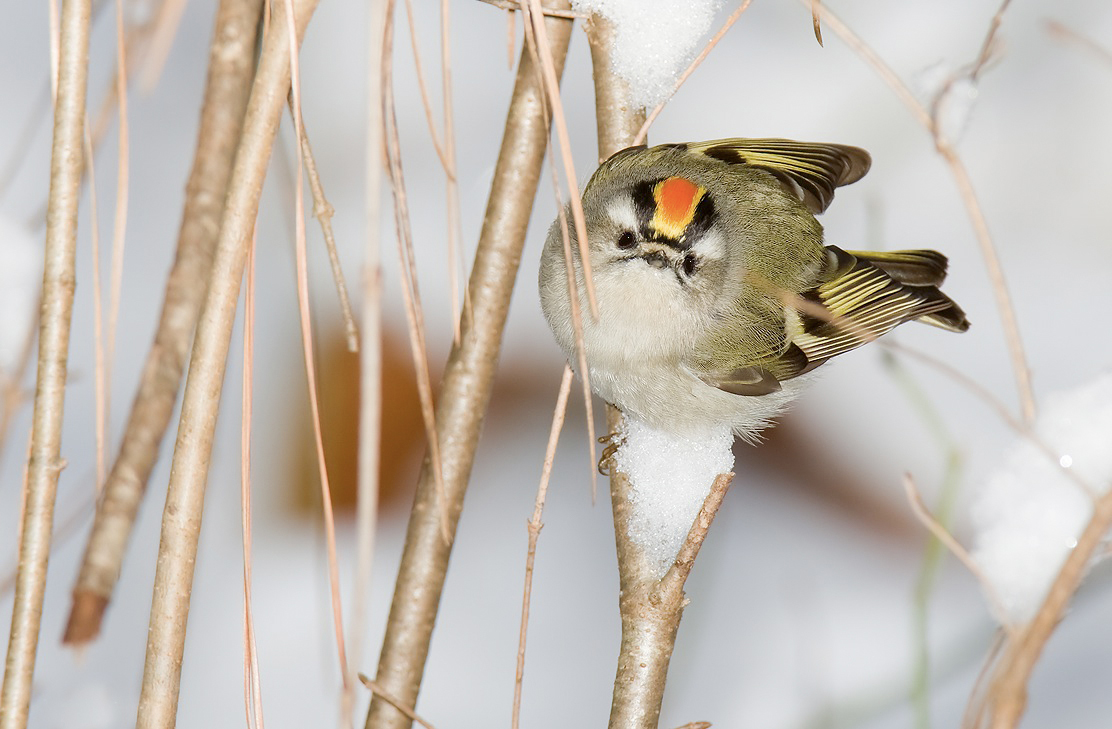
Maschio nella neve.

Come intuibile dal nome comune, il fiorrancino americano è diffuso in Nord America, nel quale risulta residente lungo la fascia costiera pacifica dal sud dell'Alaska alla California meridionale e alle Montagne Rocciose centro-meridionali, a Terranova, in Nuova Scozia e New England e a sud lungo gli Appalachi: alcune popolazioni sono diffuse anche molto più a sud, in Messico centrale e Guatemala.

Questi uccelli sono migratori attivi, spingendosi durante l'estate a nord per riprodursi in vaste aree del Canada fino al Labrador e alla Baia di Hudson, mentre durante l'inverno le popolazioni delle aree più fredde scendono a svernare a sud fino alla Florida ed alle coste settentrionali e nord-occidentali del Golfo del Messico.
Il fiorrancino americano è piuttosto selettivo in termini di habitat, eleggendo a propria dimora le foreste di conifere montane, possibilmente primarie e ben mature: gli individui in migrazione sono meno esigenti, e popolano un po' tutte le pinete e i boschi misti, dimostrandosi piuttosto timidi ed evitando le aree antropizzate.

## Tassonomia
Se ne riconoscono cinque sottospecie:
- Regulus satrapa satrapa Lichtenstein, 1823 - la sottospecie nominale, più grande e con sopracciglio bianco più corto, diffusa nel nord-est dell'areale occupato dalla specie, dal Canada orientale al Tennessee;
- Regulus satrapa olivaceus Baird, 1864 - piccola e con dorso più scuro, diffusa dalla costa dell'Alaska sud-orientale all'Oregon, svernante fino al sud della California;
- Regulus satrapa apache Jenks, 1936 - dal dorso più tendente al giallastro, diffusa dallo Yukon attraverso Catena delle Cascate e Montagne Rocciose a sud fino al Nuovo Messico, svernante anche in Messico settentrionale;
- Regulus satrapa aztecus Lawrence, 1887 - dal ventre più grigio e con specchi alari minuti, diffusa in Messico da Jalisco e Michoacán all'Oaxaca centrale e all'Hidalgo meridionale;
- Regulus satrapa clarus Dearborn, 1907 - chiara e dalla coda più corta, diffusa nel Chiapas e nel Guatemala meridionale.

Alcuni autori riconoscerebbero anche una sottospecie amoenus (costituita dalle popolazioni diffuse fra Yukon e Colorado e sinonimizzata con apache), mentre altri riterrebbero corretto l'accorpamento delle sottospecie clarus e aztecus, poco differenziate fra loro.
Tradizionalmente considerato affine al fiorrancino europeo, in base ad analisi molecolari il fiorrancino americano sarebbe invece geneticamente molto vicino al regolo eurasiatico, del quale sarebbe un taxon fratello.